# Édgar Vittorino
Édgar de Jesús Romero Vittorino (Barranquilla, 10 de junio de 1988), conocido como Édgar Vittorino, es un actor de televisión, cine y teatro colombiano.

## Biografía
Es hijo del médico Edgardo Alfonso Romero Rubiano y de la bacterióloga Gina Vittorino Agámez. Posee ascendencia italiana por parte de su abuelo materno, quien emigró de Scalea a Colombia debido a la Segunda Guerra Mundial, así como raíces afrocolombianas heredadas de ambos progenitores. Tiene dos hermanos: Gina Paola y Brandon Romero Vittorino. 
A partir de los 13 años, empezó a desarrollar su pasión actoral después de observar una obra teatral en su colegio, experiencia que lo motivó a tomar clases de  actuación durante su tiempo libre y tuvo la oportunidad de ser alumno de Jorge Cao y Edgardo Román. A 15 años formó parte de un grupo de teatro llamado "Teatro Vivo" que realizaba obras en las calles y parques de su ciudad natal. Más adelante, participó en el programa humorístico Cheverísimo de Telecaribe. 
Al finalizar la educación secundaria, se trasladó a Bogotá y a los 18 años logró ingresar a estudiar actuación y arte dramático, por medio de una beca, en la Escuela de Caracol Televisión, bajo la dirección de la maestra Laura García. Su formación actoral también ha estado a cargo de otras escuelas como Susan Batson Studio en New York donde recibió clases en 2012 y de Estudio Corazza en Madrid donde ha recibido entrenamiento de Juan Carlos Corazza desde 2016.

### 2008-2012: Inicios de su carrera en Colombia
En 2008, poco después de llegar a la capital colombiana y con una formación actoral, surgió su primera gran oportunidad en la televisión nacional, interpretando a "Jaime Rúgeles" en la telenovela de drama, romance y música Oye bonita de Caracol Televisión, basada en el mundo del vallenato y la cultura de la Región Caribe de Colombia.
En 2010, obtuvo el papel de "Adolfo Auchaibe" en la serie de televisión de drama, crimen y acción El cartel 2: la guerra total emitida por Caracol Televisión y basada en hechos reales. Ese mismo año, formó parte del elenco de la telenovela de drama, romance, música y en formato de saga Tierra de cantores de Caracol Televisión, que enmarca el mundo del vallenato desde sus orígenes y la cultura del caribe colombiano, interpretando a "Rosendo" en la primera generación y a "Junior Zambrano", en el rol antagónico en la tercera generación.
En 2011, figuró en el papel de "Carlos Ortega" en la telenovela de drama, romance y suspenso Amar y temer de Caracol Televisión, ambientada en un contexto histórico de los años 1950 en Colombia.
En 2012, realizó una aparición especial como "Alejo Zawaddy" en la telenovela de drama y romance Amor de carnaval, emitida por Caracol Televisión e inspirada en el popular Carnaval de Barranquilla.

### 2013-2017: Ascenso al éxito en Colombia
Entre 2013 y 2014, integró el elenco de protagonistas, interpretando al futbolista histórico Carlos Valderrama, en la exitosa serie de televisión biográfica de drama y comedia La selección emitida por Caracol Televisión y basada en las historias de vida de algunos de los futbolistas más famosos de la generación dorada de la Selección de Fútbol de Colombia, como Freddy Rincón, Faustino Asprilla, René Higuita e Iván René Valenciano. Este rol le otorgó gran reconocimiento en su país y mayor relevancia a su carrera como actor. En 2014, formó parte del elenco principal de la teleserie de drama, romance, crimen y acción Bazurto, inspirada en el mundo de la champeta en Cartagena, personificando uno de los líderes de una banda llamado "Candelario Díaz".
En 2015, obtuvo la primera oportunidad de participar en una producción de Canal RCN, en la serie de televisión de drama, acción y suspenso Anónima, en el papel de "Esteban Cortázar". Posteriormente, en 2016 participó en la teleserie de drama, acción y ciencia ficción 2091 de Fox Channel, en el papel de "Tamás".
En 2017, personificó a "Carmelo Cuello", en el rol de antagonista de la exitosa serie de televisión biográfica de drama, romance y música Los Morales, emitida por Caracol Televisión, basada en la vida de los reconocidos cantantes de vallenato, Kaleth y Miguel Morales y enmarcada en el ambiente de Valledupar. Ese mismo año, debutó en el cine integrando el reparto de la película de drama, crimen y suspenso estadounidense ExPatriot, en el rol de un teniente de la Policía Nacional de Colombia llamado "Pascal Hernández". También, consiguió su segundo protagónico, interpretando al galán "Vicente Bula Chadid" en la telenovela de drama, romance y música La luz de mis ojos de Canal RCN, ambientada en el entorno del ritmo musical porro y el caribe colombiano en los años 1950 y compartiendo créditos con Laura de León.

### 2018-2019: Reconocimiento en España
En 2018, en busca de nuevos horizontes, se trasladó a España. Estando radicado en Madrid, entre 2018 y 2020, logró notoriedad en el país, al integrar el elenco principal de la exitosa serie de televisión de drama, crimen e intriga Vivir sin permiso de Telecinco, en el rol de un temible y macabro sicario colombiano llamado "Freddy", junto con José Coronado, Álex González y Claudia Traisac.
Entre enero y mayo de 2019, se desempeñó como presentador del reality show colombiano de competencias deportivas Reto 4 elementos emitido por Canal RCN, en compañía de Carolina Guerra.
Ese mismo año, tuvo varias apariciones episódicas, interpretando a un peligroso convicto apodado "Caimán" en la cuarta temporada de la popular serie de televisión de drama, crimen y suspenso Vis a vis de Fox España, personificando a un agente en la segunda temporada de la reconocida teleserie estadounidense de drama, crimen y acción La Reina del Sur de Telemundo y actuando en la serie de comedia romántica Foddie Love de HBO España.
También, protagonizó junto con Cristian Paredes, Belén López y María Isabel Díaz el galardonado cortometraje de drama criminal Maras, producido por CEAR en colaboración con Globomedia, estrenado abiertamente, inspirado en la Mara Salvatrucha y basado en testimonios reales de sus víctimas solicitantes de asilo en España.

### 2020-Actualidad: Reconocimiento internacional
En 2020, integró en el reparto de la serie de drama, acción, crimen y suspenso colombiana El robo del siglo de Netflix, inspirada en hechos reales, personificando a un ladrón experto en alarmas apodado "Maguiver". Más adelante, formó parte del elenco de la película de drama, acción, romance, comedia y suspenso española Nieva en Benidorm, personificando a un conserje llamado León.
Su cuarta participación en una película se dio interpretando a un recluso caribeño llamado "Rei" en Bajocero, largometraje de acción y suspenso español de Netflix estrenado en 2021.
En 2022, protagonizó la segunda y tercera temporada de la serie policiaca española Desaparecidos de Prime Video, interpretando al policía enigmático colombo-español "Rubén Ramallo" y compartiendo créditos con Juan Echanove y Michelle Calvó. Simultáneamente, ese año tuvo una participación destacada, conformando el elenco principal de la exitosa película de acción y suspenso española Centauro de Netflix, en el papel de un narcotraficante colombiano radicado en Barcelona llamado "Carlos", junto con Álex Monner. También, apareció en la serie de drama, crimen, acción y suspenso surcoreana Narcosantos de Netflix, inspirada en una historia real, en el rol de un narcotraficante sudamericano llamado "James".
En 2023, logró expandir su visibilidad internacional, integrando el reparto de la serie de comedia oscura australiana Totally completely fine de Stan y personificando a un paramédico gay de Tenerife llamado "Alejandro". Ese mismo año, formó parte del elenco principal de la primera temporada de la teleserie de comedia romántica y de costumbres española 4 estrellas de La 1, interpretando a un chef de un hotel de raíces colombianas llamado "Paolo Romero", al lado de Ana Jara.
Su más reciente y notoria aparición fue como el robusto, energético y aventurero "José Arcadio" en la serie de ficción y realismo mágico colombiana original de Netflix, Cien años de soledad, adaptación televisiva estrenada en 2024, de la emblemática obra del ganador del Premio Nobel de Literatura, Gabriel García Márquez.

## Filmografía

### Televisión
| Año         | Título                  | Personaje                   | Canal              |
| ----------- | ----------------------- | --------------------------- | ------------------ |
| 2008 - 2010 | Oye bonita              | Jaime Rúgeles               | Caracol Televisión |
| 2010        | El cartel 2             | Adolfo Auchaibe             | Caracol Televisión |
| 2010        | Tierra de cantores      | Junior Zambrano             | Caracol Televisión |
| 2011        | Amar y temer            | Carlos Ortega               | Caracol Televisión |
| 2012        | Amor de Carnaval        | Alejo Shawaddy              | Caracol Televisión |
| 2013 - 2014 | La selección            | Carlos Valderrama "El Pibe" | Caracol Televisión |
| 2014        | Bazurto                 | Calendario Díaz             | Caracol Televisión |
| 2015        | Anónima                 | Esteban Cortázar            | Canal RCN          |
| 2016        | 2091                    | Tamás                       | Fox Channel        |
| 2017        | Los Morales             | Carmelo Cuello              | Caracol Televisión |
| 2017        | La luz de mis ojos      | Vicente Bula Chadid         | Canal RCN          |
| 2018 - 2020 | Vivir sin permiso       | Freddy                      | Telecinco          |
| 2019        | Vis a vis               | "Caimán"                    | Fox España         |
| 2019        | La Reina del Sur        | Agente                      | Telemundo          |
| 2019        | Foodie Love             | Chico                       | HBO España         |
| 2020        | El robo del siglo       | Arley Torres "Maguiver"     | Netflix            |
| 2022        | Desaparecidos           | Rubén Ramallo               | Prime Video        |
| 2022        | Narcosantos             | James                       | Netflix            |
| 2023        | Totally Completely Fine | Alejandro                   | Stan               |
| 2023        | 4 estrellas             | Paolo Romero Rodríguez      | La 1               |
| 2024        | Cien años de soledad    | José Arcadio                | Netflix            |

### Programas de televisión
| Año  | Título                      | Rol         | Canal     |
| ---- | --------------------------- | ----------- | --------- |
| 2019 | Reto 4 elementos            | Presentador | Canal RCN |
| 2020 | Adivina qué hago esta noche | Invitado    | Cuatro    |
| 2023 | El puente de las mentiras   | Invitado    | La 1      |

### Cine
| Año  | Título             | Personaje        | Director         | Notas        |
| ---- | ------------------ | ---------------- | ---------------- | ------------ |
| 2017 | ExPatriot          | Pascal Hernández | Conor Allyn      |              |
| 2019 | Maras              | Pandillero       | Salvador Calvo   | Cortometraje |
| 2020 | Nieva en Benidorm  | León             | Isabel Coixet    |              |
| 2021 | Bajocero           | Rei              | Lluíz Quílez     |              |
| 2022 | Centauro           | Carlos           | Daniel Calpasoro |              |
| 2025 | Un padre muy madre | Dennis           | Ricardo González |              |

## Premios y nominaciones

### Premios Tvynovelas
| Año  | Categoría                                | Telenovela o serie | Resultado |
| ---- | ---------------------------------------- | ------------------ | --------- |
| 2014 | Revelación del año de telenovela o serie | La selección       | Nominado  |
| 2017 | Mejor actor antagónico de serie          | Los Morales        | Nominado  |

### Kids' Choice Awards Colombia
| Año  | Categoría  | Subcategoría     | Trabajo nominado | Resultado |
| ---- | ---------- | ---------------- | ---------------- | --------- |
| 2017 | Televisión | Villano favorito | Los Morales      | Nominado  |